# Isaac Okoro
Isaac Okoro (* 26. Januar 2001 in Atlanta, Georgia) ist ein US-amerikanischer Basketballspieler, der seit 2025 bei den Chicago Bulls in der National Basketball Association (NBA) spielt. 2020 wurde er von den Cleveland Cavaliers im NBA-Draft 2020 ausgewählt.

## Laufbahn
Okoro, dessen Vater aus Nigeria stammt, spielte als Schüler vier Jahre an der McEachern High School in Powder Springs (US-Bundesstaat Georgia). Im Juli 2018 gab er seinen Entschluss bekannt, zur Saison 2019/20 an die Auburn University zu wechseln. Das Spieljahr 2018/19 schloss Okoro mit der Mannschaft der McEachern High School mit einer makellosen Bilanz von 32 Siegen und ohne Niederlage ab, der Flügelspieler hatte dazu je Begegnung im Schnitt 19,7 Punkte und 10,1 Rebounds beigetragen.
An der Auburn University war Okoro prompt einer der bestimmenden Spieler und kam wie seine Mannschaftskameraden Samir Doughty und J’Von McCormick im Laufe der Saison 2019/20 auf eine Einsatzzeit von mehr als 30 Minuten pro Spiel. Okoro stand bei seinen 28 Einsätzen stets in der Anfangsaufstellung, er verbuchte Mittelwerte von 12,8 Punkten und 4,4 Rebounds je Begegnung. Im März 2020 verkündete Auburns Cheftrainer Bruce Pearl, dass Okoro im selben Jahr am Draftverfahren der NBA teilnehmen werde. In mehreren Vorschauranglisten wurde er als Kandidat auf einen Platz unter den ersten zehn Spielern genannt. Die große Stärke Okoros ist die Verteidigung. Im Rahmen des NBA-Draftverfahrens 2020 kam er zu den Cleveland Cavaliers.
Cleveland gab ihn im Juni 2025 an die Chicago Bulls ab, die im Gegenzug Lonzo Ball erhielten.

### Nationalmannschaft
2018 gewann er mit der US-Nationalmannschaft die U17-Weltmeisterschaft in Argentinien.

## Karriere-Statistiken

### NBA

#### Hauptrunde
| Saison  | Team      | GP  | GS  | MPG  | FG % | 3P % | FT % | RPG | APG | SPG | BPG | PPG |
| ------- | --------- | --- | --- | ---- | ---- | ---- | ---- | --- | --- | --- | --- | --- |
| 2020–21 | Cleveland | 67  | 67  | 32.4 | .420 | .290 | .726 | 3.1 | 1.9 | 0.9 | 0.4 | 9.6 |
| 2021–22 | Cleveland | 67  | 61  | 29.6 | .480 | .350 | .768 | 3.0 | 1.8 | 0.8 | 0.3 | 8.8 |
| 2022–23 | Cleveland | 76  | 46  | 21.7 | .494 | .363 | .757 | 2.5 | 1.1 | 0.7 | 0.4 | 6.4 |
| 2023–24 | Cleveland | 69  | 42  | 27.3 | .490 | .391 | .679 | 3.0 | 1.9 | 0.8 | 0.5 | 9.4 |
| Gesamt  | Gesamt    | 279 | 216 | 27.6 | .467 | .347 | .732 | 2.9 | 1.7 | 0.8 | 0.4 | 8.5 |

#### Play-offs
| Saison  | Team      | GP | GS | MPG  | FG % | 3P % | FT %  | RPG | APG | SPG | BPG | PPG |
| ------- | --------- | -- | -- | ---- | ---- | ---- | ----- | --- | --- | --- | --- | --- |
| 2022–23 | Cleveland | 5  | 2  | 15.0 | .478 | .308 | 1.000 | 1.4 | 0.8 | 0.4 | 0.4 | 6.4 |
| 2023–24 | Cleveland | 12 | 7  | 21.9 | .357 | .257 | .778  | 1.8 | 1.1 | 0.9 | 0.3 | 5.5 |
| Gesamt  | Gesamt    | 17 | 9  | 19.9 | .387 | .271 | .867  | 1.6 | 1.0 | 0.8 | 0.4 | 5.8 |